# Nicolás Toribio
Nicolás Toribio (Valladolid, 2005) es un deportista español que compite en gimnasia en la modalidad de trampolín doble mini.
Ganó dos medallas en el Campeonato Mundial de Gimnasia en Trampolín, en los años 2022 y 2023, y una medalla de oro en el Campeonato Europeo de Gimnasia en Trampolín de 2022.

## Palmarés internacional
| Campeonato Mundial | Campeonato Mundial       | Campeonato Mundial | Campeonato Mundial |
| Año                | Lugar                    | Medalla            | Prueba             |
| ------------------ | ------------------------ | ------------------ | ------------------ |
| 2022               | Sofía (Bulgaria)         | Medalla de oro     | Equipo             |
| 2023               | Birmingham (Reino Unido) | Medalla de plata   | Equipo             |
| Campeonato Europeo |                          |                    |                    |
| Año                | Lugar                    | Medalla            | Prueba             |
| 2022               | Rímini (Italia)          | Medalla de oro     | Equipo             |